# Henriette Avram
Henriette Avram   (Manhattan, 7 d'octubre de 1919 - Miami, 22 d'abril de 2006) fou una programadora informàtica i analista de sistemes estatunidenca que va desenvolupar el format MARC (acrònim de MAchine-Readable Cataloging, "catalogació llegible per màquina"), estàndard de codificació i d'intercanvi de dades bibliogràfiques que ha esdevingut el més utilitzat en biblioteques i centres de documentació per a la descripció de documents i dels seus fons.
El desenvolupament del format MARC entre els últims anys seixanta i els primers setanta a la Biblioteca del Congrés va revolucionar la pràctica catalogràfica, fent possible l'automatització de moltes funcions del personal de biblioteca, com també l'intercanvi ràpid i efectiu d'informació bibliogràfica per mitjans electrònics entre biblioteques que utilitzen estàndards de catalogació compatibles.

## Anys primerencs
Henriette Regina Davidson va néixer a Manhattan el 7 d'octubre de 1919. El seu pare era distribuïdor de material per a rellotges i la seva mare reportera del Public Ledger, un diari de Filadèlfia. Tot i que mai va pretendre ser bibliotecària, va passar molts dissabtes de la seva infantesa llegint a les botigues del veïnatge, que en aquella època albergaven una mena de minibiblioteques públiques.
Henriette Davidson somiava trobar una cura pel càncer, malaltia que era prevalent en la seva família, motiu pel qual es va inscriure als cursos de pre-medicina a la Hunter University. El 1941 es va casar amb Herbert Mois Avram, qui es va allistar a l'Armada i va acabar la Segona Guerra Mundial com a comandant lloctinent condecorat.
Els Avram van tenir tres fills. Marcie, Lloyd i Jay, i van mantenir la seva residència a Nova York fins al 1951, quan Herbert Avram va acceptar una feina a l'Agència de Seguretat Nacional, a Washington DC. Herbert Avram també va treballar per la CIA.

## Començaments de carrera
La parella es van traslladar primer a Arlington i, més tard, a Silver Spring. Una vegada establerts a Virgínia, Henriette Avram va deixar la seva vida de mestressa de casa i va començar a estudiar matemàtiques a la Universitat de George Washington. L'any 1952 es va incorporar a l'Agència de Seguretat Nacional (NSA) i, treballant amb la IBM 701, aviat va esdevenir una de les primeres programadores d'ordinador.
En els primers anys de la dècada dels 60 es va traslladar al sector privat, treballant primer a l'Agència de Recerca americana i més tard per a l'empresa de programació Datatrol Corporation. Les dues feines consistien en l'anàlisi de sistemes i programació però va ser a Datatrol que Avram va tenir la seva primera experiència professional amb biblioteques. Quan se li va demanar dissenyar una biblioteca d'informàtica, ella de seguida es va posar a llegir diversos llibres de text de biblioteconomia per tal d'aprendre l'argot apropiat. També va contractar un bibliotecari perquè l'ajudés en el seu en el procés de disseny. Am aquest projecte Henriette Avram es va introduir a la Biblioteca del Congrés (LC), al servei de la divisió de targetes. També va fer feina amb Frederick Kilgour, pare de l'Online Computer Library Center, en el primer intent d'OCLC per informatitzar la informació bibliogràfica. Al març de 1965, Avram va ser contractada com a analista de sistemes a l'Oficina de l'Especialista de Sistemes de la Informació.

## Biblioteca del Congrés
L'Associació Americana de Biblioteques (ALA) considera que Henriette Avram és una "bibliotecària per assoliment", gràcies a la seva feina a la Biblioteca del Congrés, de la qual va dir: "... quan parlo i em refereixo a ella com 'la Gran Biblioteca' ho faig amb sinceritat i estima per tot el que he après dins d'aquestes parets". Avram es distingia per la seva tenacitat i com líder. "Va ser capaç de fomentar un esperit de cooperació entre els especialistes en informàtica i bibliotecaris del seu personal. En la seva manera típica de fer, va entrar en el món de les biblioteques i va aprendre els seus problemes, adoptant-los com si fossin propis."
La seva primera tasca a la Biblioteca del Congrés va ser analitzar dades catalogades per tal de ser processades per ordinador. Tenint en compte la seva formació a NSA, on havia après que “el primer és entendre exhaustivament el subjecte, abans d'emprendre la solució computaritzada”, Avram, juntament amb dos bibliotecaris, va començar el procés per examinar la informació continguda en un registre catalogat. Per cada peça d'informació es necessitava un algoritme matemàtic independent i hi havia milions d'elements per catalogar, en centenars de llengües diferents. També va estudiar les regles de l'ALA i les normes de presentació de la LC per aprendre tot el possible sobre el control bibliogràfic. Quan va haver examinat exhaustivament cada aspecte del registre bibliogràfic, “va traduir el que havia après a un conjunt de camps... amb un nom (les etiquetes), instruccions de manipulació (els indicadors) i parts (els subcamps)”.
El 1967 Avram va ascendir a la LC com a coordinadora ajudant de sistemes d'informació. En aquest lloc va continuar el projecte pilot MARC, que va concloure al juny de 1968; va dirigir el servei de distribució del MARC, que va començar al març de 1969; i va iniciar el projecte pilot RECON, que mai va completar. El projecte RECON era un pla per convertir materials retrospectius al format MARC. En no rebre el suport de la LC, la conversió retrospectiva es va anar fent a través del país però no com un esforç coordinat d'abast nacional. Com ella mateixa va dir, “Aquest fracàs ha impactat severament totes les biblioteques”. Va considerar aquesta manca de suport pel RECON com “l'única experiència decebedora” de la seva carrera.
Avram va participar en el desenvolupament de la International Standard for Bibliographic Description for Monograph Publications (ISBD(M)), quan el 1969 va assistir a una reunió internacional d'experts en catalogació patrocinada per la Federació Internacional d'Associacions i Institucions Bibliotecàries (IFLA). Un any més tard, Avram esdevenia cap de l'oficina de desenvolupament del MARC a la LC. Va continuar encapçalant els projectes MARC i RECON però va ser també la responsable de tot el que implicava l'automatització de les activitats de processament de la LC. Les seves responsabilitats es van ampliar quan el 1976 va esdevenir directora de l'oficina de desenvolupament de la xarxa. Des d'aquell moment va ser l'encarregada de coordinar els recursos bibliogràfics i de xarxa de la biblioteca a nacional i internacional. Paral·lelament també va ser presidenta del grup de treball de l'IFLA sobre Content Designators, que utilitza la ISBD per a desenvolupar la versió internacional del format MARC conegut com a UNIMARC.
El 1980 Henriette Avram dirigia un equip de set-centes persones al Departament de Processament de LC. Com a primera Directora de Processament de Sistemes, Xarxes i Planificació d'Automatització, va ser responsable del treball en xarxa, activitats d'automatització i serveis i productes bibliogràfics. Quan tres anys més tard Avram va esdevenir Assistant Librarian for Processing Services, el personal al seu càrrec es va doblar. Aleshores s'encarregava de la catalogació, lesadquisicions, les operacions a l'estranger, el desenvolupament de treball en xarxa i la planificació d'automatització, feina que va desenvolupar durat sis anys. En parlar de la seva decisió de romandre a la LC, malgrat altres oportunitats més lucratives que li havien ofert, Avram va dir: "Em vaig quedar perquè m'encantaven el lloc, les persones i el repte.” Quan el 1992 es va retirar de la LC, era Associate Librarian for Collections Services. El seu personal, integrat per mil set-centes persones, era responsable de les adquisicions, catalogació, preservació, desenvolupament de col·lecció, operacions a l'estranger, treball en xarxa i planificació d'automatització, i processament i servei de materials de format especial.

## MARC
El sistema MARC (sigles de MAchine-Readable Cataloging) és el mètode pel qual els catàlegs de fitxes de paper i tinta es van convertir en els catàlegs d'ordinador. La implementació d'aquests sistemes automatitzats, al seu torn, va millorar en gran manera la viabilitat de préstec interbibliotecari i va aplanar el camí per a la creació d'utilitats per treballar en xarxa. Avram va ser una figura clau en la revolució de la biblioteconomia en ciències de la informació.
El MARC, segons les seves paraules, és "un conjunt de formats, publicacions, procediments, persones, estàndards, sistemes, equipaments, etc., que ha anat evolucionant al llarg dels anys estimulant el desenvolupament de l'automatització de biblioteques i xarxes d'informació... a nivell nacional i internacional". El sistema ha tingut moltes encarnacions al llarg dels anys, des del Memoràndum de Planificació número tres inicial, que va resultar d'aquella primera anàlisi de targetes de catàleg a LC, fins al MARC 1 (ja que el format va rebre el nom posterior del Sistema Pilot MARC, novembre de 1966-octubre de 1967), fins a arribar al MARC 21, que és el format que s'utilitza avui dia. Avram és autora del llibre MARC, its history and implications (MARC, la seva història i implicacions), publicat per la Biblioteca del Congrés el 1975.
Per tal d'assegurar que MARC s'adoptés a tot el país, va treballar amb l'American Library Association i l'American National Standards Institute per convertir-lo en un estàndard nacional. No contenta amb aconseguir que el 1971 fos reconegut com un estàndard nacional, Avram va continuar fent pressió fins que el 1973 el MARC va esdevenir un estàndard de l'Organització Internacional per l'Estandardització. En gran part a causa dels seus esforços, el MARC ara s'empra a tot el món com a base per a l'automatització de biblioteques i la comunicació bibliogràfica.

## Jubilació
Després de la seva jubilació, Henriette Avram i el seu marit es van traslladar a Califòrnia (Maryland). La parella es va mantenir activa col·laborant amb el St. Mary's College.
Després de la mort del seu marit Herbert, el 15 de gener de 2006, ella es va traslladar a Florida. Va morir de càncer al Miami Baptist Hospital el 22 d'abril, només tres mesos després de la mort del seu marit. Tenia 86 anys. Avram va dir una vegada:
| « | M'agradaria ser recordada com una bona gestora, per haver fet alguna cosa que va ser significativa en aquest món, de servei als altres | » |

La seva energia, lideratge, diplomàcia i la notable contribució a l'automatització i el control bibliogràfic, són la prova que va aconseguir aquest objectiu. Tot i estar orgullosa pels seus èxits, el seu interès per avançar mai no va defallir: "No hem de seure a descansar satisfets, encara hi ha molt més per fer."

## Premis i honors
- 1971 Margaret Mann Citation in Cataloging and Classification, de l'American Library Association[12]
- 1974 Federal Women's Award
- 1977 Honorary Doctorate of Science, per la Southern Illinois University
- 1979 Bibliotecari acadèmic/investigador de l'any, de l'Association of College and Research Libraries
- 1980 Premi Assoliment en Biblioteca i Tecnologia de la Informació, de la Library and Information Technology Association
- 1981 Medalla Melvil Dewey de la American Library Association
- 1986 Premi d'agraïment de la Biblioteca Central Nacional de Taipei, Taiwan
- 1987 Membre honorària de la Federació Internacional d'Associacions i Institucions Bibliotecàries
- 1988 Premi Joseph W. Lippincott
- 1989 Premi al Servei Executiu Distingit, de la Senior Executives Association Professional Development League[13]
- 1989 Beca de la National Information Standards Organization
- 1990 Premi John Ames Humphrey/Forest Press
- 1990 Premi Professional de la Special Libraries Association
- 1991 Doctora honoris causa en lletres i humanitats pel Rochester Institute of Technology
- 1992 Premi al Servei Distingit de la Biblioteca del Congrés
- 1992 Premi al Servei Meritori de l'American National Standards Institute
- 1993 Doctora honoris causa en ciències per la Universitat d'Illinois a Urbana-Champaign
- 1997 Membre honorària de l'American Library Association[14]